# Trichocanace
Trichocanace (лат.) — род двукрылых насекомых семейства Canacidae из подотряда короткоусых (Brachycera). Старый Свет. 

## Описание
Мухи очень мелких размеров; имеют длину тела менее 5 мм. От близких групп отличаются следующими признаками: мезофроны и парафроны не отличаются друг от друга, за исключением цвета у некоторых видов, оба кажутся перепончатыми, хотя обычно микроопушенными; антероклинатная щёчная щетинка маленькая, светлая; дорсоклинатных щёчных щетинок 2; ариста в вершинной 1/3–1/2 голая, стилетовидная; проплевры без щетинок. Передняя нотоплевральная щетинка отсутствует; латеральных скутеллярных щетинок 1 пара.

## Классификация
- T. atra Wirth, 1964[2][3]
- T. marksae Wirth, 1964[2][3]
- T. sinensis Wirth, 1951[2][1]

## Распространение
Встречаются в Австралии и Океании, Юго-Восточной Азии и Афротропике.